# Odontomachus testaceus
Odontomachus testaceus är en myrart som beskrevs av Carlo Emery 1897. Odontomachus testaceus ingår i släktet Odontomachus och familjen myror. Inga underarter finns listade i Catalogue of Life.